# Brommella falcigera
Espèce
Synonymes
- Lathys falcigera Balogh, 1935
- Hahnia fagei Dahl, 1937
- Lathys incertus Miller, 1943
- Brommella notabilis Tullgren, 1948

Brommella falcigera est une espèce d'araignées aranéomorphes de la famille des Cicurinidae.

## Distribution
Cette espèce se rencontre en Europe et en Turquie.
Sa présence est incertaine en Iran.

## Description
La carapace du mâle holotype mesure 0,69 mm de long sur 0,54 mm et l'abdomen 0,80 mm de long sur 0,54 mm et la carapace de la femelle paratype mesure 0,75 mm de long sur 0,50 mm et l'abdomen 1,06 mm de long sur 0,86 mm.
Le mâle mesure 1,5 mm et la femelle 2,0 mm.

## Systématique et taxinomie
Cette espèce a été décrite sous le protonyme Lathys falcigera par Balogh en 1935. Elle est placée dans le genre Brommella par Braun en 1964.
Lathys incertus et Brommella notabilis ont été placées en synonymie par Braun en 1964.
Hahnia fagei a été placée en synonymie par Harm en 1966.

## Publication originale
- Balogh, 1935 : A Sashegy pokfaunaja. Budapest, p. 1-60.